# Золотий колір
Золоти́й колір — колір, який за назвою покликаний передати забарвлення дорогоцінного металу золота, однак по суті є жовто-помаранчевим, перехідним між цими кольорами умовного спектру.

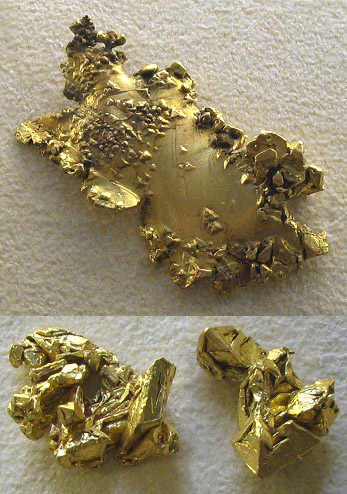
Самородне золото

Водночас, хоча існуючі кольорові системи не мають можливості передачі притаманного металу блиску, вони здатні визначити колір, чий відтінок є максимально наближеним до забарвлення золота. Формальною назвою цього кольору є золотий металік. Інші назви — золотавий, золотистий, золочений.

## Використання у культурі
Через свій безпосередній зв'язок із золотом, яке є одним з найдавніших символів благородства та розкошів, золотавий колір здавна широко використовується в образотворчому мистецтві, геральдиці та вексилології.
Золотавий колір був і лишається ключовим кольором в традиції візантійського мистецтва.
Золотий лев є популярним елементом у геральдиці, що використовувався та/або використовується у гербах Великої Британії, Норвегії, Грузії, Галицько-Волинського князівства, бельгійської провінції Валлонський Брабант або Брабантського герцогства тощо. Золотий лев також представлений в усіх основних проектах Великого герба України.
У вексилології золотавий колір використовується, зокрема на сучасних прапорах Німеччини, Боснії і Герцеговини, Іспанії тощо.
Використовується у різних варіаціях для візуального позначення імен переможців спортивних змагань, нагородою яким традиційно є золота медаль.
Прикметник золотий також нерідко застосовується для дещо інших відтінків жовтого, зокрема, є поетичним визначенням білявого волосся, використовується у рекламних матеріалах для підкреслення преміальності того або іншого продукту, насамперед пива.